# Cronenbourg

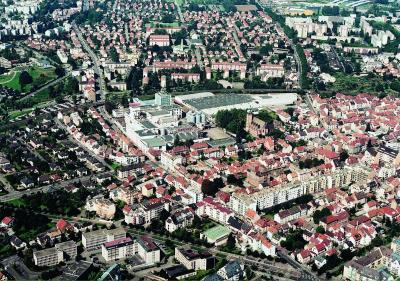
Flygbild över Cronenbourg med bryggeriet i centrum.

Cronenbourg /kʁɔ.nɑ̃.buʁ/, (på tyska Cronenburg, sedan Kronenburg, bokstavligen: "den furstliga eller kungliga kronans slott"), är en stadsdel i Strasbourg, Alsace, östra Frankrike. Dess invånare kallas Cronenbourgeois (män) och Cronenbourgeoises (kvinnor). Ortnamnet är känt inte minst för att ha gett upphov till ölet Kronenbourg.
Tidigare var stadsdelens namn Kronenbourg, men stavningen ändrades efter andra världskrigets slut. 
Administrativt bildar Cronenbourg ett eget distrikt.

## Beskrivning
Cronenbourg har fem kyrkor: de katolska kyrkorna Saint-Florent, Saint-Antoine och du Bon Pasteur, den protestantiska Saint-Sauveur-kyrkan och den protestantiska kyrkan Cronenbourg-Cité. Cronenbourgs synagoga ligger på Rue du Rieth. Flera kyrkogårdar finns i grannskapet: den västra kyrkogården i Strasbourg, den nationella nekropolen Strasbourg-Cronenbourg (militärkyrkogården) samt den israelitiska kyrkogården i Cronenbourg, Route d'Oberhausbergen 3 samt Adath Israel (עדת ישראל Israels församling), Rue Jean-Pierre-Clause 5.
Bland profana byggnader märks det tidigare yrkesgymnasiet, Jean-Jacques-Rousseau. Den var senare föremål för en utvigdning med den intilliggande grundskolan Camille-Hirtz och är värd för en musikskola. De gamla populära badanläggningarna, som öppnades 1905 och stängdes 1984, renoveras för att tillgodose aktiviteterna i Camille-Hirtz13-skolan. Den venetianska villan - den äldsta byggnaden i distriktet och den sista resten av den gamla järnvägsdepån - rymmer idag en förening för föräldrar till personer med intellektuell funktionsnedsättning.
Cronenbourg har en stor park norr om järnvägen, parken Bergerie, två postkontor (Rue des Ormes 5 och Rue de Hochfelden 98), huvudkontoret för Regionaldirektoratet för utrustning i Alsace, ett mediebibliotek och en högskola Sophie-Germain (sektorsgymnasiet är Marie-Curie-gymnasiet i Esplanade-distriktet).
Flera idrottsanläggningar har byggts: Iceberg-rinken, byggd 2006 för att ersätta Wackens, en skatepark och Rotonde- och AS Cheminots-stadion.
Polisstationen i Cronenbourg stängdes 2011. Den var belägen på Rue Lavoisier 21.
I augusti 2015 inrättade S Société protectrice des animaux (Sällskapet för skydd av djuren) ett nytt skyddshärbärge för husdjur. Det ersätter det gamla på
Route du Rhin i Neudorf.

## Historia
Slottet "Kronenburg" låg norr om vägen från Marlenheim till Wasselonne i mitten av Kochersberg. Det byggdes av  Fredrik II i början av 1200-talet och förstördes 1246 av soldater från biskopen i Strasbourg. Det byggdes sedan om för att övervaka vägen till Strasbourg, men förstördes igen 1369. År 1432 reste staden Strasbourg sin galge vid förgreningen av dagens vägar till Mittelhausbergen och Oberhausbergen framför "Cronenburger Tor". De första byggnaderna i distriktet är från 1500-talet.
Distriktet Cronenbourg utvecklades under andra hälften av 1800-talet med järnvägens ankomst och grundandet av bryggeriet Hatt. Av 550 invånare 1866 nådde detta antal 5 500 år 1900 och nästan 10 000 1936 (20 800 år 1990).
Två lokstall byggdes i sydöstra delen av distriktet 1840. Kyrkogården Straßburger Westfriedhof öppnades 1891. År 1914 byggdes den nya godsbangården i sydöstra delen av distriktet. Compagnie des transports strasbourgeois, tidigare baserad nära Place des Halles, flyttade sin depå hit 1931.
Distriktet Cronenbourg utvecklades under andra hälften av 1800 -talet med järnvägens ankomst och etableringen av bryggeriet Hatt. Från 550 invånare 1866 nådde denna siffra 5 500 invånare 1900 och nästan 10 000 invånare 1936 (20 800 1990)
Järnvägsstationen Marché-Gare öppnades den 1 december 1965. Det nya slakteriet, avsett att ersätta det på rue Sainte-Marguerite nära centralstationen, byggdes 1963 till 1968. Det revs för göra plats för Ikea-butiken 1999.
Den västra räddningscentralen byggdes 1986 nära motorvägen och den västra kyrkogården. Den ersätter den gamla brandstationen på Rue Kageneck i stadsdelen Gare.

## Geografi

### Läge
Distriktet är avgränsat:
i väster och norr vid kommungränsen av Strasbourg med Oberhausbergen, Mittelhausbergen och Schiltigheim; i öster vid den gamla stadskärnans befästningar och Marché-Gare; söderut av motorväg A351 som skiljer Cronenbourg från Koenigshoffen, sedan längre västerut med vägen till Oberhausbergen, som skiljer Cronenbourg från distriktet Hautepierre.

### Bryggeriet
Detta distrikt är känt för Kronenbourg, en av de största ölproducenterna i Frankrike. Bryggeriet Hatt, som grundades 1664, flyttade till Cronenbourg 1862. Det antog distriktets namn, men med en tysk stavning, under 1900-talet. Sedan år 2000 har K1-bryggeriet i Cronenbourg endast inrymt huvudkontoret och forsknings- och utvecklingscentret för Kronenbourg, vars produktion nu huvudsakligen sker från K2-bryggeriet i Obernai. I början av 2014 lämnade huvudkontoret och forsknings- och utvecklingsenheterna permanent Cronenbourg för att flytta till K2-anläggningen i Obernai. Men det gamla bryggeriet satte spår i marken i form av kvicksilver, PCB och arsenik. En del av det gamla bryggeriet har redan rehabiliterats som ett ekodistrikt med 395 bostäder, efter rivning av de gamla byggnaderna.  Kvar på platsen fanns därefter bostäder, ett studentboende, kontor och ett hotell. Ett gammalt brygghus i art deco-stil har bevarats.

### Gamla Cronenbourg
Cronenbourg, som sedan 1994 korsas av Strasbourgs spårväg, består av fyra mycket olika sektorer. Öster om järnvägen, som skär distriktet på mitten, ligger Vieux Cronenbourg, ett arbetarkvarter som byggdes i mitten av 1800-talet, och som har utvecklats tack vare bryggeriet och av att många järnvägsarbetare har bosatt sig där.
De två huvudsakliga planerade utökningarna som sedan ägde rum var distriktet Saint-Florent i norr i början av 1900-talet, och sedan distriktet Cèdres på 1980-talet. På grund av en yngre befolkning, bra transportförbindelser med spårvagn många affärer på Route de Mittelhausbergen, spelar gamla Cronenburg rollen som centrum för distriktet.
Under 2016 pågick ett omfattande program för byggande av 290 bostäder, inklusive pensionat och hotell, på platsen för den tidigare parkeringen Rotonde.

### Förlängningar västerut och norr om järnvägen
I nordväst ligger Cité Nucléaire (Kärnkraftsstaden), ett distrikt som byggdes på 1960-talet samtidigt som byggandet av ett Centre national de la recherche scientifique, CNRS studiecenter, som gav distriktet dess namn. En reaktor för kärnkraftsstudier drevs där från 1967 till 1997. 
Söder om kärnkraftsstaden, mellan vägarna till Mittelhausbergen och Oberhausbergen, ligger bostadsområdet Saint-Antoine, som består av bostäder från 1960–1970.
Ett nytt distrikt, Hochfelden, som ligger i slutet av gatan med samma namn, norr om järnvägslinjen, har utvecklats sedan början av 2010-talet. Det har nästan 200 bostäder och kommersiell verksamhet.

## Bilder

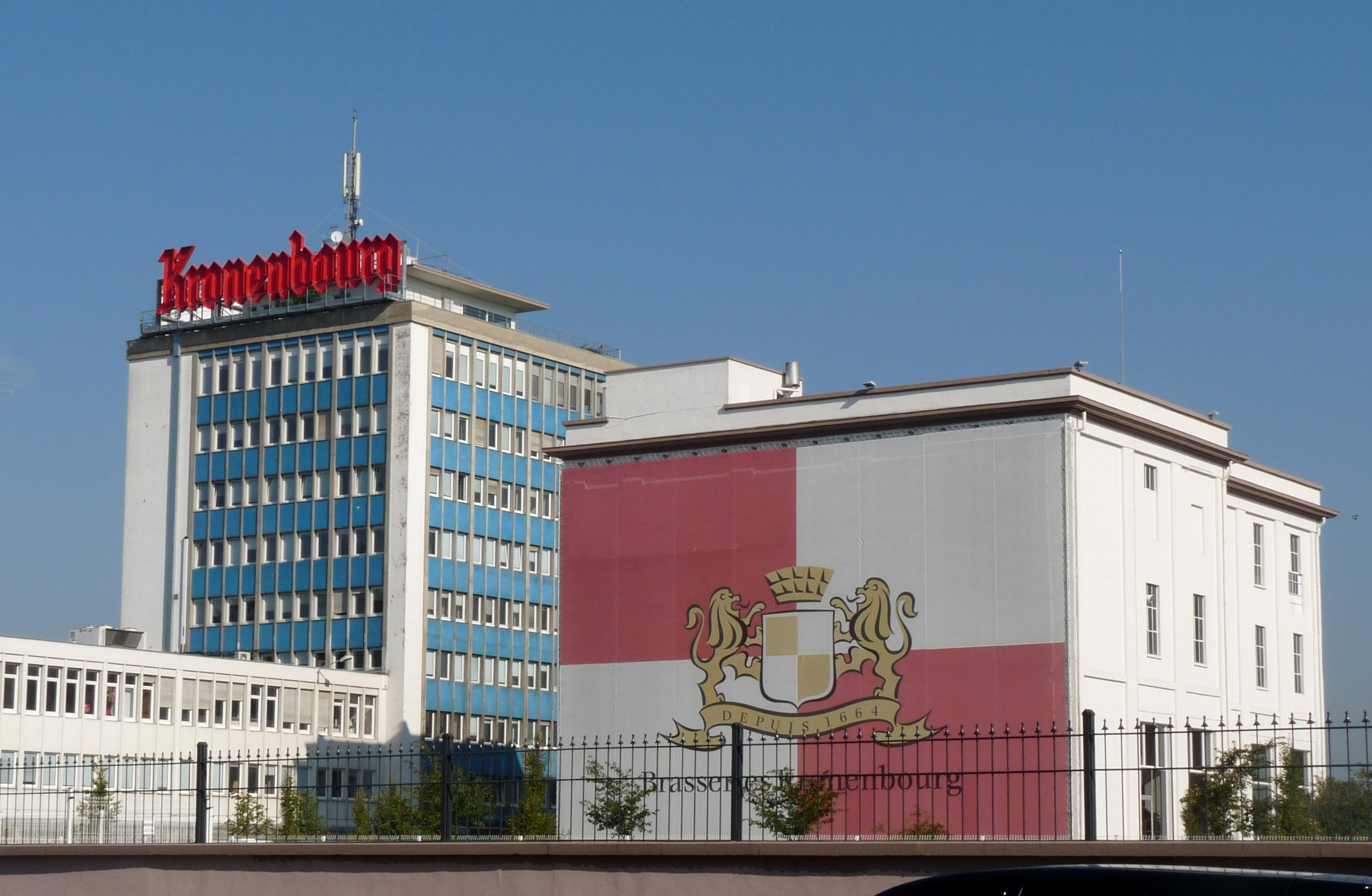
Det tidigare bryggeriet Kronenbourg
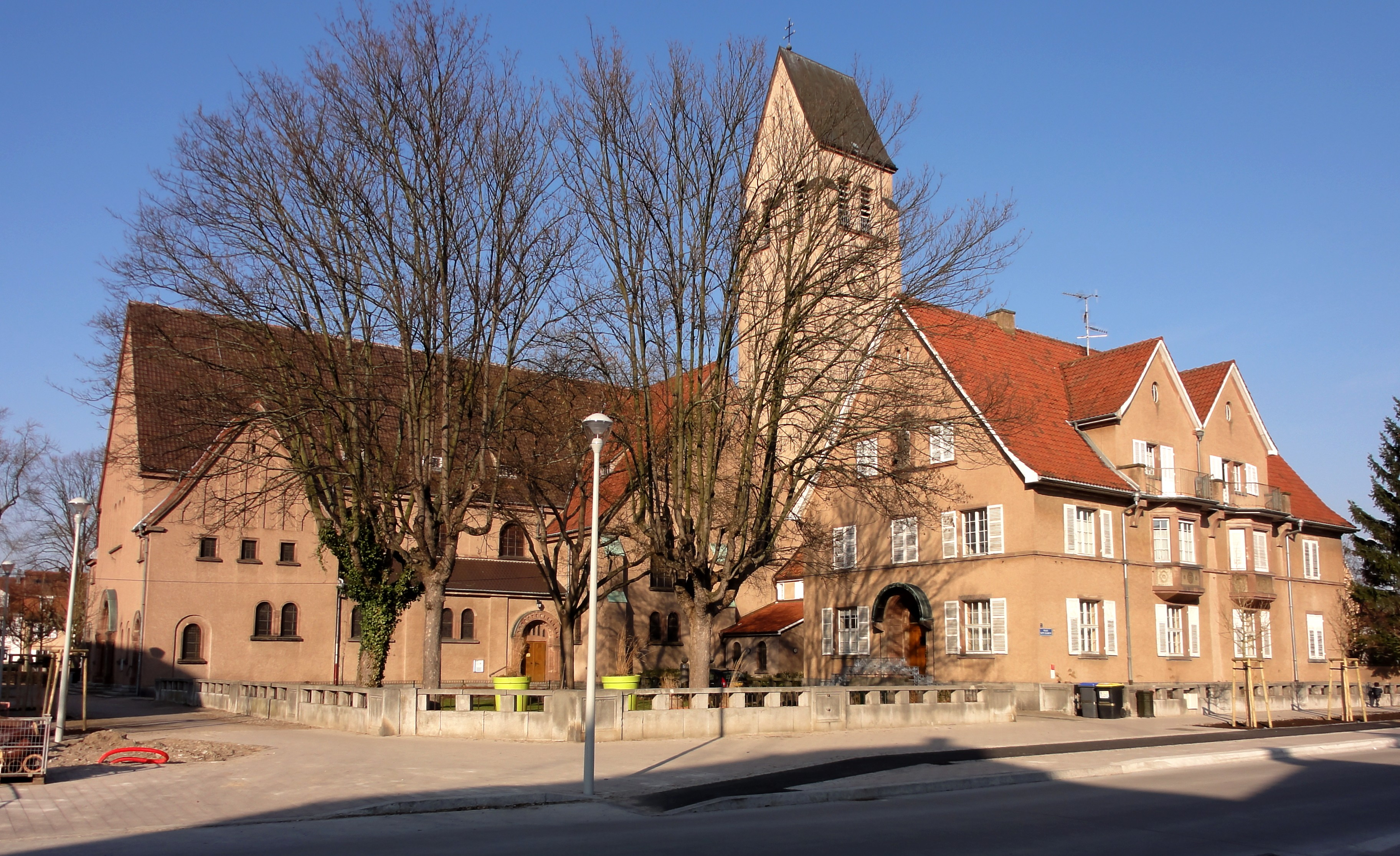
Kyrkan Saint Florent
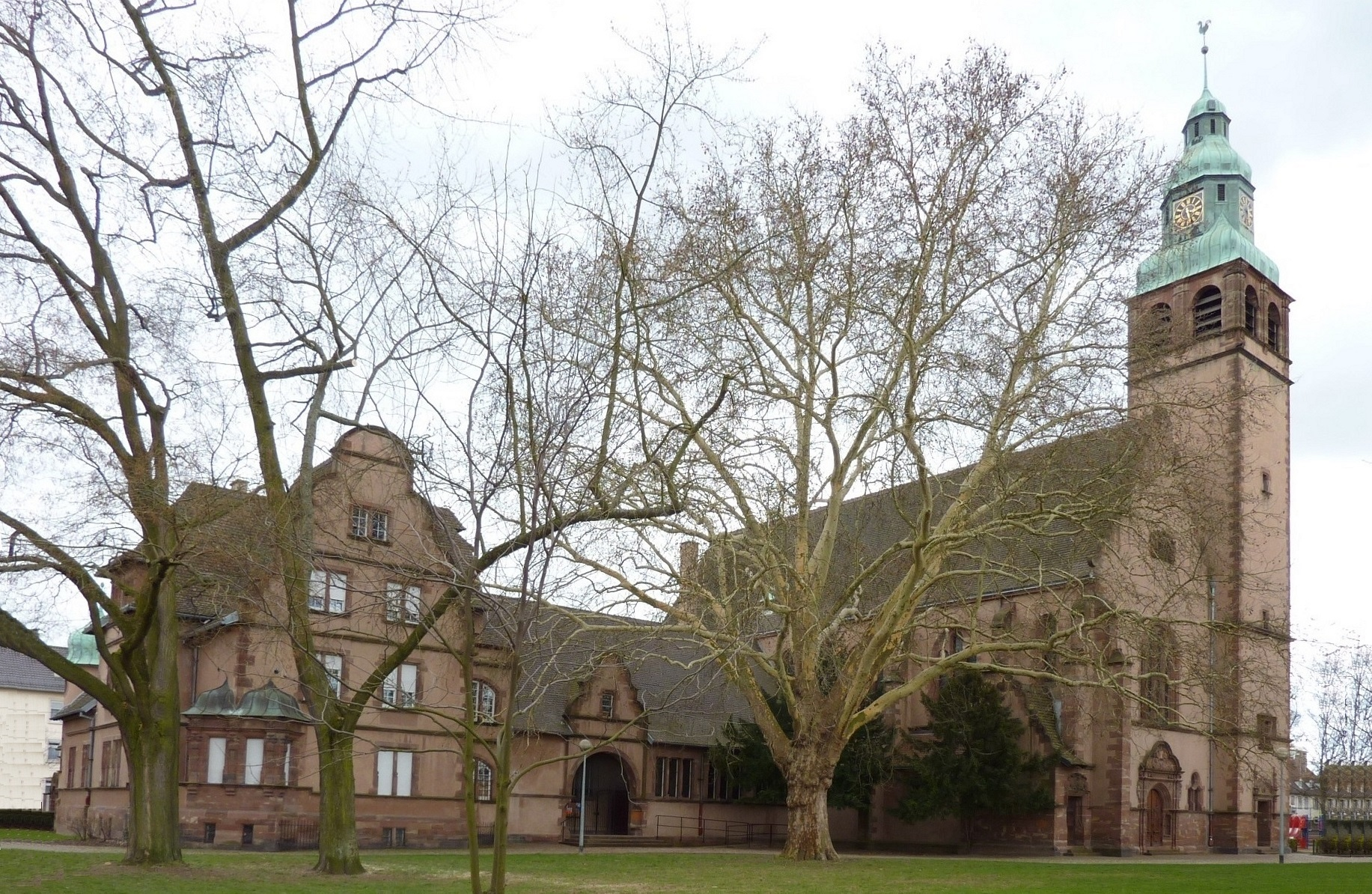
Erlöserkirche
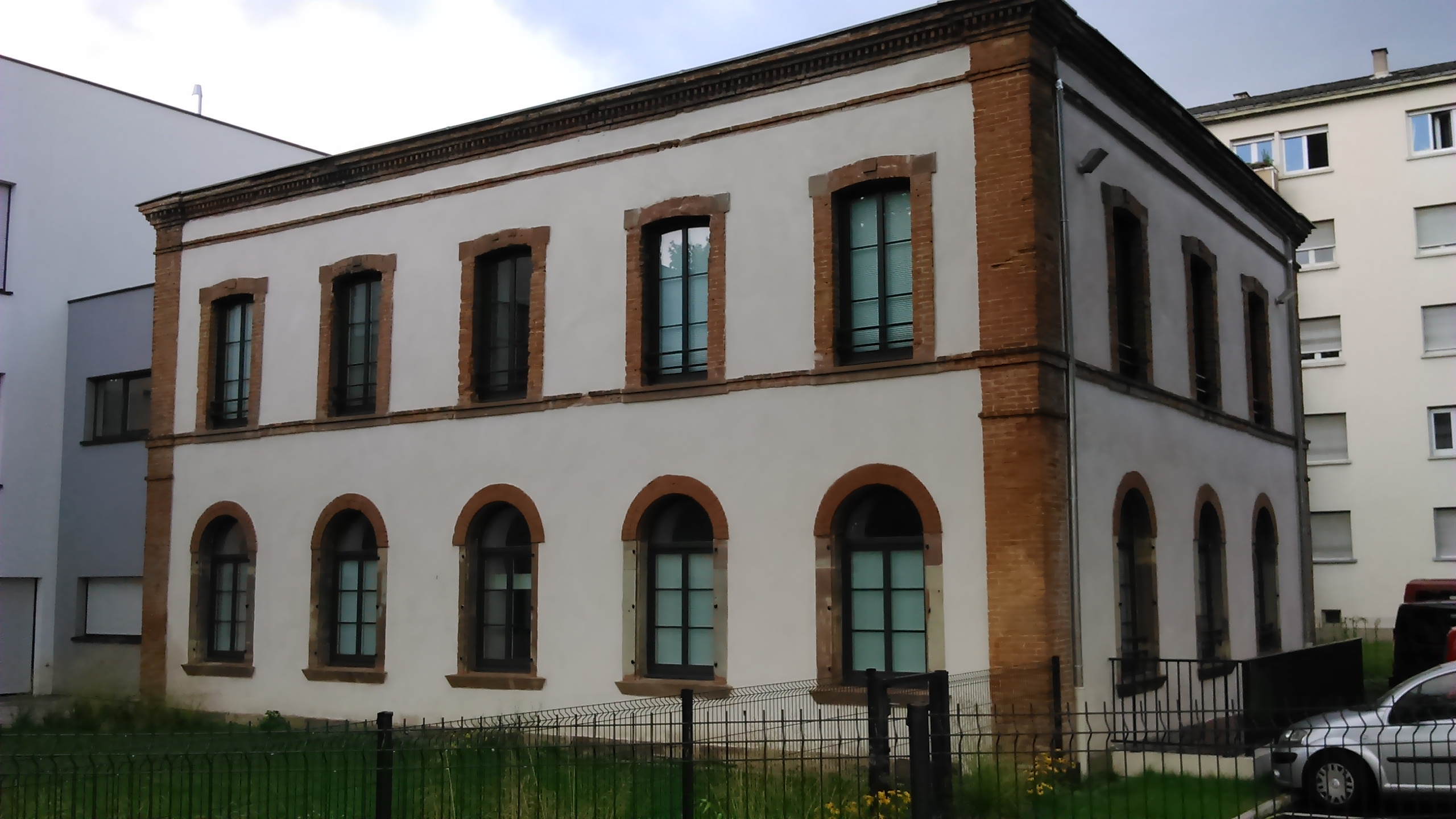
Den venezianska villan efter renoveringen
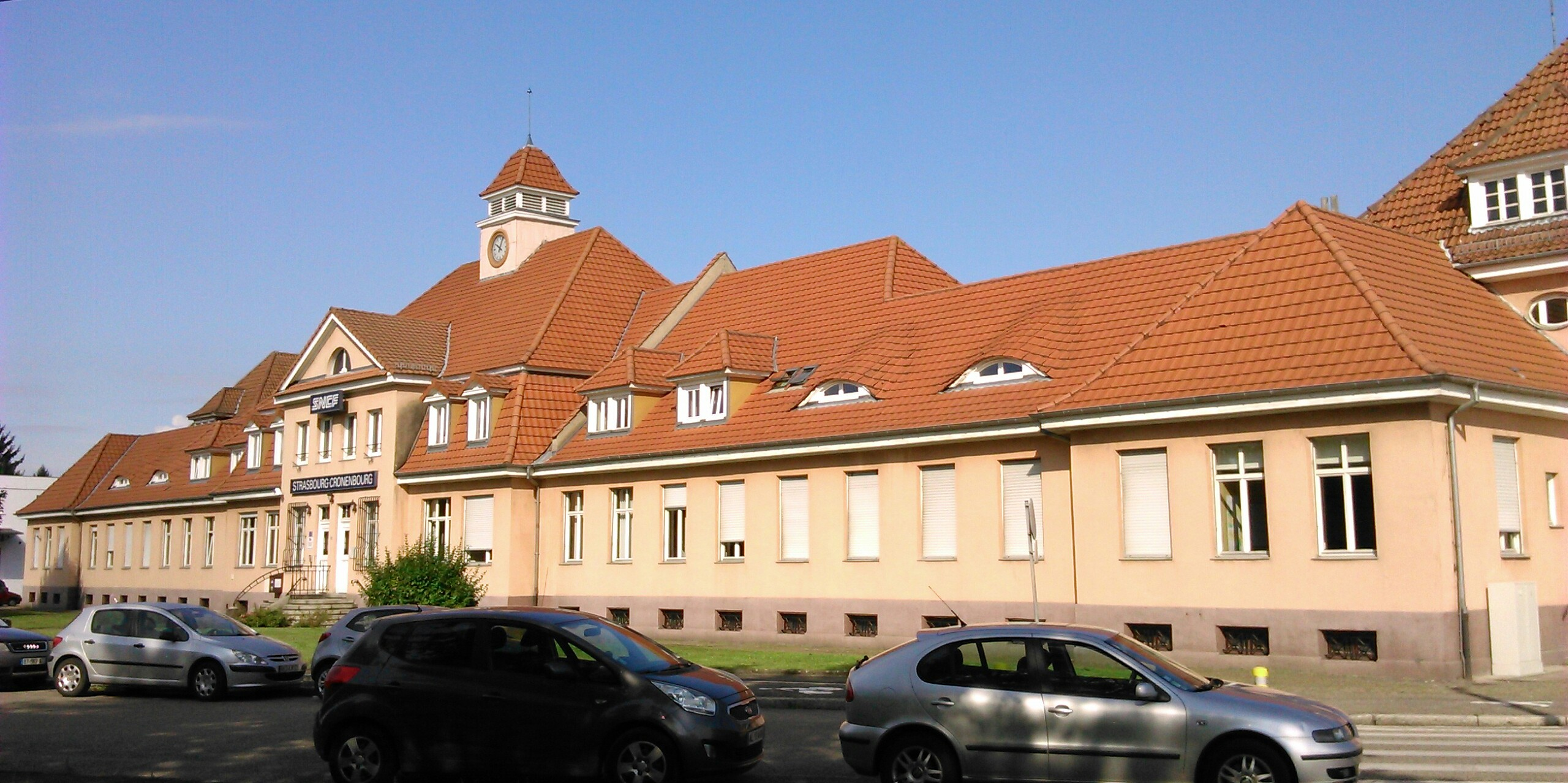
Gare Cronenbourg
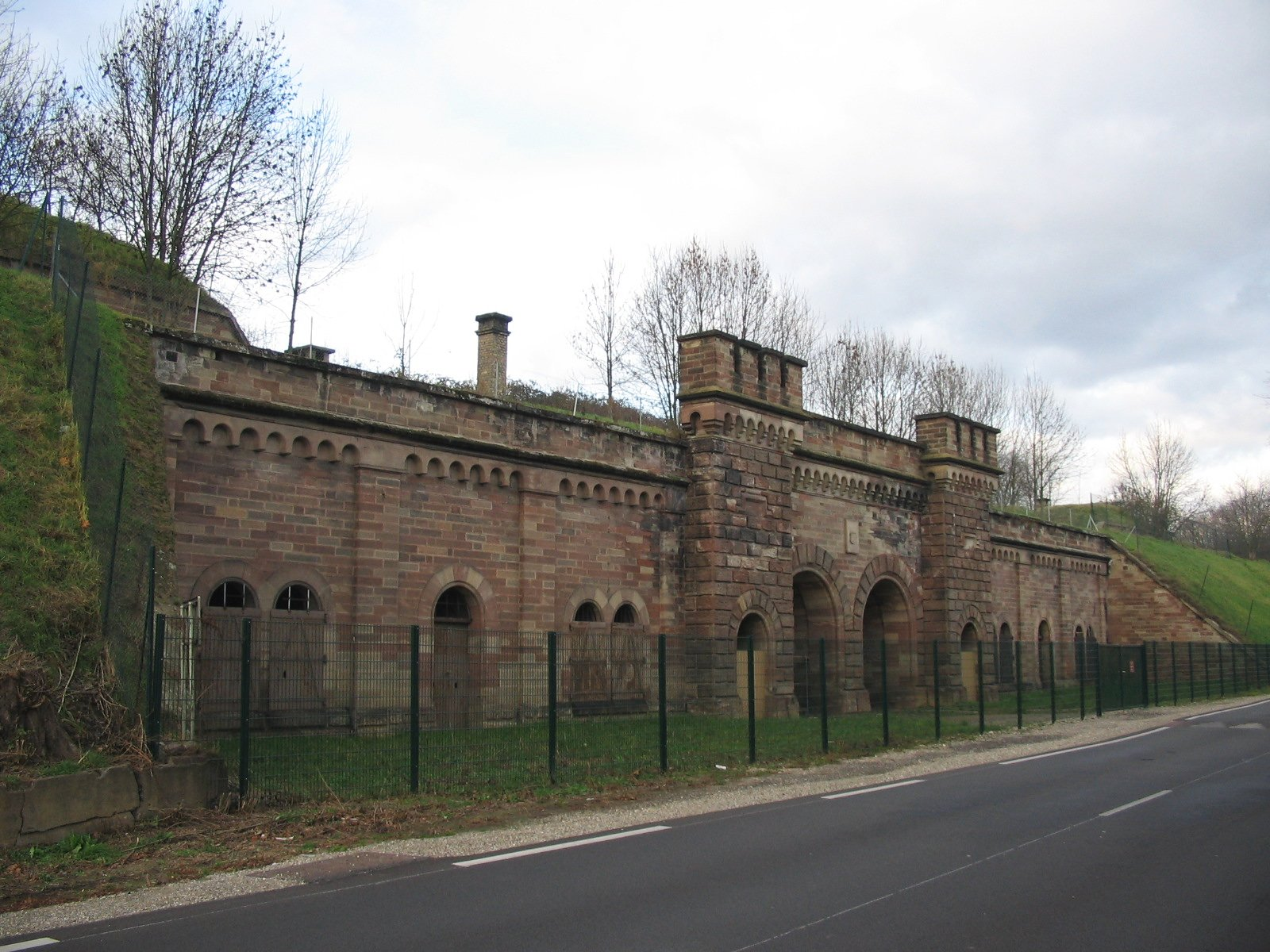
Kriegstor, återstoden av en tysk fästningsanläggning från 1800-talet
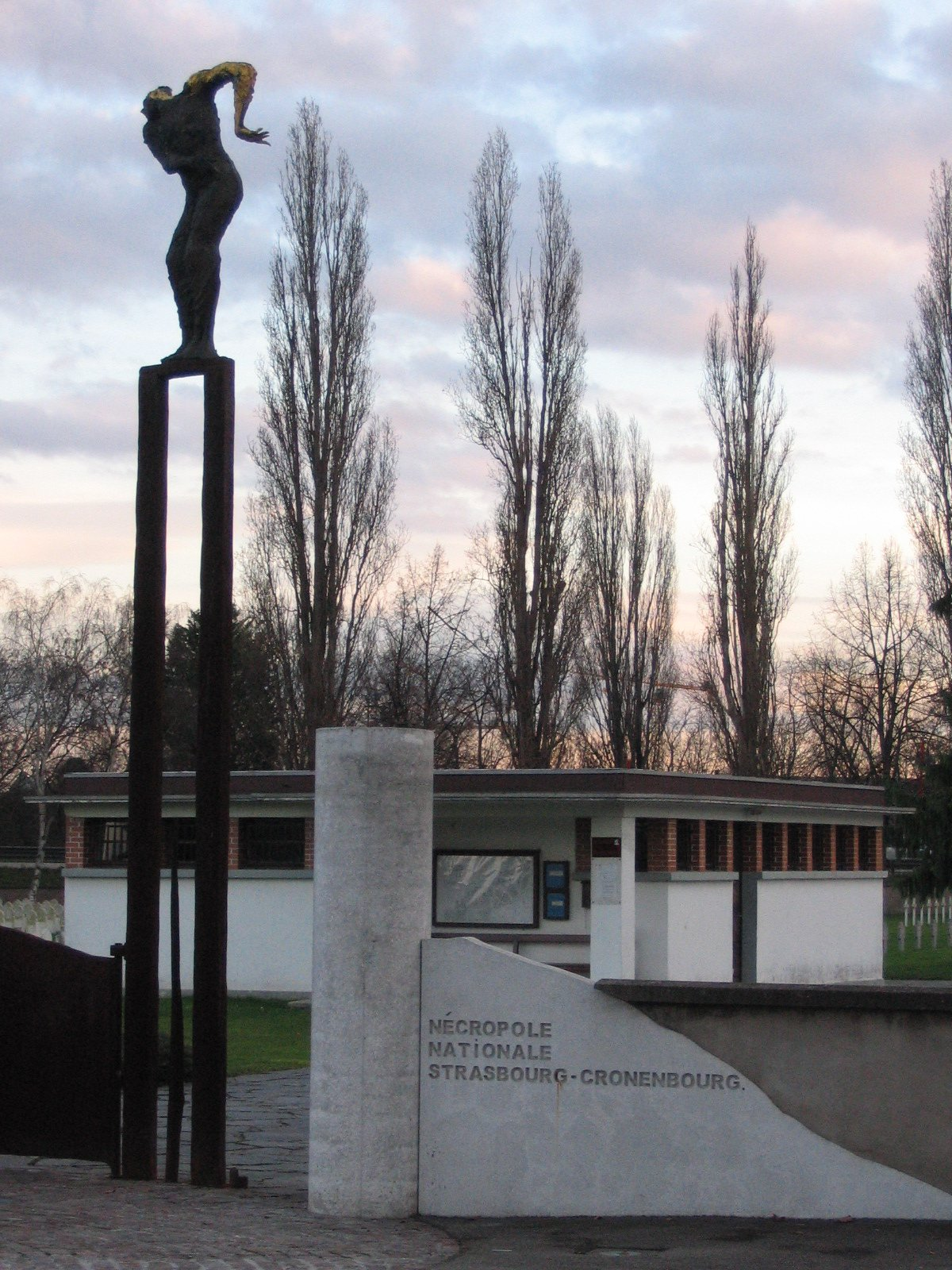
Soldatkyrkogården